# Kleombrotos I.
Kleombrotos I. (starořecky Κλεόμβροτος) byl král Sparty od roku 380 před Kr. do roku 371 před Kr. Pocházel z královské rodiny Agiovců. Spolukrálem mu byl Agésilaos II. z královské rodiny Eurypontovců.
Byl synem krále Pausania, který kvůli obviněním z korupce (v roce 395 před Kr.) strávil zbytek života v exilu. Na trůn nastoupil po svém bratrovi Agésipolisovi, protože ten byl bezdětný.
V roce 379 před Kr. svrhli pod vedením Pelopida v Thébách oligarchickou vládu, která se opírala o spartskou posádku v Kadmei a přijali demokratickou ústavu. Sparta se vypuzením svých vojáků cítila potupena a vzrůstem demokracie v Bojótii znepokojena. S protiakcí dlouho neotálela, už zimě 378 před Kr. z pověření eforů vedl proti nim král Kleombrotos svou první vojenskou výpravu. Ta ale skončila fiaskem. Na území nepřítele strávil s vojskem šestnáct dní, aniž by došlo k srážce a vrátil se domů. Efoři ho zbavili velení a další vojenské výpravy vedl jeho spolukrál Agésilaos.
Agésilaos v roce 376 před Kr. onemocněl a Kleombrotos opět dostal příležitost velet spartskému vojsku. Jeho úkolem bylo dobýt pevnosti v horském pásmu Kithairon mezi Thébami a Aténami, které byly strategickým místem. Po ztrátě několika vojáků se situace opakovala. Kleombrotos se s vojskem vrátil zpět do Sparty. Rozhodlo se, že následující akce bude vedena po moři. V roce 374 před Kr. se Kleombrotos s flotilou lodí přeplavil Korintským zálivem a ve Fokidě dobyl přístavní pevnost Kreusis. Kořistí spartského vojska se stalo i dvanáct thébských válečných lodí. Tuto pozici si Sparta udržela až do roku 371 před Kr., když v létě tohoto roku vpadlo vojsko Peloponéského spolku vedené spartským králem Kleombrotem do Bojótie. K bitvě došlo na pláni u vesnice Leuktry, necelých dvacet kilometrů od Théb. V početní převaze bylo vojsko Peloponéského spolku, které mělo přibližně deset tisíc vojáků, zatímco Thébané pouze 6 500; přesto zde Sparta utrpěla totální porážku. Vojsko Thébanů pod vedením Epameinónda zde poprvé ve vojenské historii použilo v boji taktiku tzv. kosého šiku. Na bojišti zůstalo čtyři tisíce Sparťanů, mezi nimi i král. Z této porážky se Sparta už nikdy nevzpamatovala a přestala být hegemonem v řeckém světě. Následníkem Kleombrota se stal jeho syn Agésipolis.